# Metalacija
Metalacija je hemijska reakcija koji formira vezu sa metalom. Ova reakcija se obično odnosi na zamenu atoma halogena u organskom molekulu atomom metala, što rezultira organometalnim jedinjenjem. U laboratoriji, metalizacija se obično koristi za aktiviranje organskih molekula tokom formiranja C—X veza (gde je X tipično ugljenik, kiseonik ili azot), koje su neophodne za sintezu mnogih organskih molekula.
U sintezi, metalizovani reagensi su tipično uključeni u nukleofilnu supstituciju, transfer jednog elektrona (SET) i redoks hemiju sa funkcionalnim grupama na drugim molekulima (uključujući ali ne ograničavajući se na ketone, aldehide i alkil halogenide). Metalni molekuli takođe mogu da učestvuju u kiselo-baznoj hemiji, pri čemu jedan organometalni reagens deprotonira organski molekul da bi se stvorio novi organometalni reagens.
Najčešće klase metalnih jedinjenja su organolitijumski reagensi i Grignardovi reagensi. Međutim, druga organometalna jedinjenja — kao što su organocinkova jedinjenja — takođe imaju uobičajenu upotrebu u laboratorijskim i industrijskim aplikacijama.

## Istorija
Metalaciju je prvi primetio u laboratoriji Edvard Frankland tokom sinteze dietilcinka 1849. godine. Dok je ovaj razvoj na kraju doveo do razvoja organometalnih jedinjenja drugih metala, ova jedinjenja su bila malo upotrebljena u laboratoriji zbog njihovog troška i (u slučaju organo-cinkovih jedinjenja) njihove visoko piroforne prirode. Reakcije metalizacije (posebno u obliku transmetalacije) su počele da se šire u sintetičkim laboratorijama tek nakon što je Fransoa Ogist Viktor Grignard sintetisao organomagnezijum halogenide direktno iz metalnog magnezijuma i organskih halida. Ekstremna raznovrsnost ovih novootkrivenih organomagnezijumskih reagensa u organskoj sintezi dovela je do široko rasprostranjene upotrebe metalacije u laboratorijskoj nauci. Šlenk i Holc su prvi put sintetisali organolitijumske reagense 1917. godine, iako ovi reagensi nisu bili široko rasprostranjeni kao agensi za metalaciju ili reagensi u organskoj sintezi sve dok Karl Cigler, Henri Gilman i Georg Vitig — između ostalih — nisu razvili sintetičke metode koje su poboljšale ovu početnu sintezu. Nakon što su ova poboljšanja u sintezi postala poznata, interesovanje za jedinjenja se značajno povećalo, pošto su ona generalno reaktivnija od organomagnezijumskih jedinjenja. Prva upotreba organolitijumskog reagensa kao reagensa za metalizaciju desila se 1928. godine, kada su Šlenk i Bergman metalovali fluoren sa etillitijumom.

## Mehanizam i primena

### Transmetalacija
Transmetalacija uključuje razmenu dva metala između organskih molekula mehanizmom redoks razmene. Na primer, transmetalacije često formiraju reakciju između organolitijumskog reagensa i soli metala.

### Organolitijumski reagens
Prilikom sinteze jednostavnih organolitijumskih reagenasa, redukcija jednog ekvivalenta jednostavnog alkil ili aril halida sa dva ekvivalenta litijum metala proizvodi jedan ekvivalent jednostavnog alkil- ili aril-litijuma i jedan ekvivalent litijum halogenida sa dobrim prinosom.
{\displaystyle {\ce {{R-X}+ 2Li -> {R-Li}+ Li-X}}}
Poznato je da se ova reakcija odvija koristeći put radikala koji je verovatno pokrenut kroz mehanizma prenosa jednog elektrona, što je prikazano u nastavku.
Magnezijum na sličan način metalira organohalide dajući Grignardove reagense.